# Зуніїт
Зуніїт — мінерал, складний алюмосилікат острівної будови.

## Етимологія та історія
Назва – за місцем знахідки на копальні Зуні-Майн (штат Колорадо, США).

## Загальний опис
Хімічна формула: Al₁₃Si₅O₂₀(OH, F)₁₈Cl. Містить (%): Al2О3 — 57,88; SiO2 — 24,33; Cl — 2,91; F — 5,61; H2O — 10,89.
Сингонія кубічна.
Твердість 7.
Густина 2,88.
Кристали тетраедричні. Дрібні, прозорі.
Безбарвний, іноді білий, сірий, рожевий. Блиск скляний. Ізотропний.
Зустрічається в гідротермально змінених глиноземистих породах, де виникає під впливом летких еманацій з хлором і флуором. Знайдено в глиноземистих сланцях в районі Постмасбурґа (ПАР), в округах Сан-Хуан і Урей (шт. Колорадо, США).